# サイード・ジャフリー
サイード・ジャフリー（Saeed Jaffrey、OBE、1929年1月8日 - 2015年11月15日）は、インドの俳優。

## 出演作品
- 愛しのヘナ
- デシーバーズ／暗黒の大地（フセイン）
- マイ・ビューティフル・ランドレット
- 剃刀の刃
- 愛と叛乱の大地
- ボンベイの踊り子たち
- 遥かなる旅路／ワン・フローム・インディア
- 野性の輝き
- マハラジャ・優雅なる苦悩
- チェスをする人
- スフィンクス
- 王になろうとした男
- ケープタウン